# Yuto Nagao
Yuto Nagao (長尾 優斗 Nagao Yuto?, nacido el 31 de agosto de 2001 en Osaka) es un futbolista japonés que juega como centrocampista.
En 2019, Nagao se unió al Gamba Osaka de la J1 League.

## Trayectoria

### Clubes
| Club        | País  | Año    |
| ----------- | ----- | ------ |
| Gamba Osaka | Japón | 2019 - |

## Estadística de carrera

### J. League
| Club               | Año   | J. League | J. League | Copa J. League | Copa J. League | Total | Total |
| Club               | Año   | Part.     | Goles     | Part.          | Goles          | Part. | Goles |
| ------------------ | ----- | --------- | --------- | -------------- | -------------- | ----- | ----- |
| Gamba Osaka        | 2019  | 0         | 0         | 0              | 0              | 0     | 0     |
| Gamba Osaka sub-23 | 2019  | 11        | 0         | -              | -              | 11    | 0     |
| Total              | Total | 11        | 0         | 0              | 0              | 11    | 0     |